# كاثرين شوارزنيغر
كاثرين شوارزنيغر (بالإنجليزية: Katherine Schwarzenegger)‏ (و. 1989 – م) هي كاتبة من الولايات المتحدة الأمريكية . ولدت في لوس أنجلوس .

## التعليم
تعلمت في USC Annenberg School for Communication and Journalism، وجامعة جنوب كاليفورنيا.

## روابط خارجية
- كاثرين شوارزنيغر على موقع IMDb (الإنجليزية)